# Гошоков, Арсен Асланович
Арсе́н Асла́нович Гошо́ков (род. 5 июня 1991, Баксан, Кабардино-Балкарская АССР) — российский футболист, нападающий.

## Карьера

### Клубная
Футболом начал заниматься в детско-юношеской спортивной школе города Баксана (первый тренер Хасанби Нагоев). После чего перебрался в школу нальчикского «Спартака» (тренер — Заур Кибишев), в котором и начал профессиональную карьеру в 2007 году. В том сезоне провёл 13 матчей за дублирующий состав, забил один гол. В основном составе дебютировал 14 сентября 2008 года, выйдя на замену во втором тайме матча 21-го тура чемпионата против московского «Локомотива». Всего в том сезоне провёл восемь матчей за основной состав. Помимо этого, сыграл 20 матчей за молодёжную команду клуба, в которых забил шесть мячей в ворота соперников. Первый гол в премьер-лиге забил 26 апреля 2009 года на 65-й минуте матча 6-го тура против пермского «Амкара».
9 марта 2010 года Арсен отправился с омским «Иртышом» в Турцию на второй выездной сбор команды, но по его окончании вернулся в Нальчик. За шесть лет в составе нальчан Арсен провёл 99 встреч, из них 97 в первенстве и две в кубке страны, в которых отличился десятью забитыми мячами.
20 января 2014 года подписал контракт с екатеринбургским «Уралом». Соглашение рассчитано на два с половиной года.

### В сборной
Выступал в составе юношеской сборной России. В составе этой команды Арсен провёл три встречи, в которых отметился двумя голами. В 2011 году выступал за молодёжную сборную. Дебютировал в команде 26 марта в товарищеском матче с гвинейцами. В дальнейшем форвард сыграл за «молодёжку» ещё 2 товарищеских матча. Единственный гол за команду забил 29 марта 2011 года в поединке со сверстниками из Азербайджана.

## Достижения
- Победитель мемориала Гранаткина: 2009[9].
- Бронзовый призёр первенства ФНЛ: 2012/13.

## Статистика выступлений
| Команда          | Сезон            | Чемпионат        | Чемпионат | Чемпионат | Кубок | Кубок | Прочее | Прочее | Итого | Итого |
| Команда          | Сезон            | Уров.            | Игры      | Голы      | Игры  | Голы  | Игры   | Голы   | Игры  | Голы  |
| ---------------- | ---------------- | ---------------- | --------- | --------- | ----- | ----- | ------ | ------ | ----- | ----- |
| Спартак-Нальчик  | 2008             | I                | 8         | 0         | 0     | 0     | 0      | 0      | 8     | 0     |
| Спартак-Нальчик  | 2009             | I                | 3         | 1         | 1     | 0     | 0      | 0      | 4     | 1     |
| Спартак-Нальчик  | 2010             | I                | 17        | 2         | 1     | 0     | 0      | 0      | 18    | 2     |
| Спартак-Нальчик  | 2011/12          | I                | 32        | 4         | 0     | 0     | 0      | 0      | 32    | 4     |
| Спартак-Нальчик  | 2012/13          | II               | 16        | 1         | 0     | 0     | 1      | 0      | 17    | 1     |
| Спартак-Нальчик  | 2013/14          | II               | 20        | 2         | 0     | 0     | 0      | 0      | 20    | 2     |
| Спартак-Нальчик  | 2014/15          | III              | 14        | 1         | 1     | 0     | 0      | 0      | 15    | 1     |
| Спартак-Нальчик  | Итого            | Итого            | 110       | 11        | 3     | 0     | 1      | 0      | 114   | 11    |
| КАМАЗ            | 2015/16          | II               | 26        | 1         | 1     | 0     | 0      | 0      | 27    | 1     |
| Всего за карьеру | Всего за карьеру | Всего за карьеру | 136       | 12        | 4     | 0     | 1      | 0      | 141   | 12    |